# Myrmoteras tonboli
Myrmoteras tonboli är en myrart som beskrevs av Agosti 1992. Myrmoteras tonboli ingår i släktet Myrmoteras och familjen myror. Inga underarter finns listade i Catalogue of Life.